# Madonna del Fuoco (Pescara)
Il santuario della Madonna del Fuoco è una chiesa di Pescara.

## Descrizione

### I due santuari

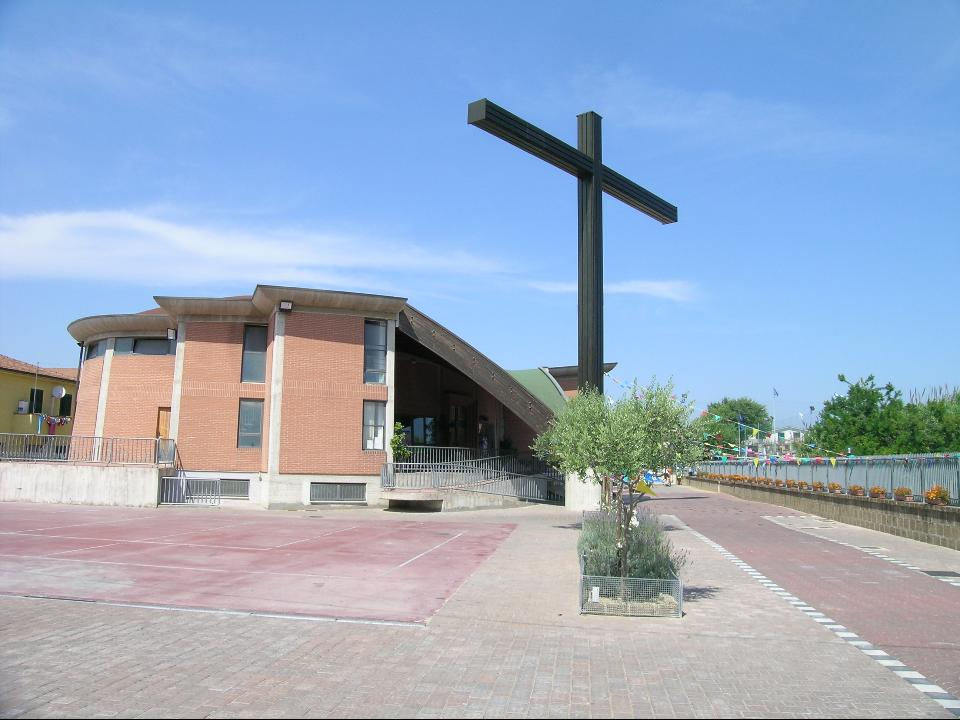
Il nuovo santuario

Sino al 1815 la cappella di "Santa Maria del Foco" era situata sulla sponda destra del fiume Pescara a 120 "tese" dalla fortezza di Pescara e altrettante dal fiume Pescara. 
Durante le numerose attività belliche che coinvolsero nel tempo la fortezza, la chiesa a causa la relativa vicinanza alla Piazzaforte diventava spesso un avamposto strategico per gli invasori, e quindi continuo bersaglio di cannoneggiamenti. Nel 1815, per privare gli assalitori di un potenziale riparo, venne distrutta dall'allora comandante della fortezza, generale Antonio Napolitani. 
Dopo oltre un ventennio di culto itinerante in sedi occasionali, la chiesa venne ricostruita a un miglio e mezzo dalla fortezza e a mezzo miglio dalla via Tiburtina Valeria, assecondando le richieste delle autorità militari del tempo. 
I lavori di costruzione si protrassero per oltre quattro lustri, finché si giunse alla realizzazione di una chiesa di circa 83 m², ossia, 35 “palmi” di lunghezza per 34 di larghezza, inaugurata nel 1839. 
Negli anni a seguire, questa chiesa, costruita in mattoni a vista, venne ampliata alla sua sinistra, con l'aggiunta di una superficie di 60 palmi per 34 palmi.
Nel 1934 la chiesa divenne parrocchia, e nel 1951 venne eretto il campanile. 
Nel secondo dopoguerra iniziarono i lavori per la costruzione di un nuovo santuario adiacente l'antico, e nel 1963 il Cardinale Wyszynsky ne posò la prima pietra; i lavori si protrassero sino al compimento dell'opera nel 1996. Il nuovo luogo di culto è a forma ellittica, ed è sede della quasi totalità delle funzioni religiose.